# Аннонь-Сен-Мартен
Анно́нь-Сен-Марте́н (фр. Hannogne-Saint-Martin) — коммуна во Франции, находится в регионе Шампань — Арденны. Департамент — Арденны. Входит в состав кантона Флиз. Округ коммуны — Шарлевиль-Мезьер.
Код INSEE коммуны — 08209.
Коммуна расположена приблизительно в 210 км к северо-востоку от Парижа, в 90 км северо-восточнее Шалон-ан-Шампани, в 14 км к юго-западу от Шарлевиль-Мезьера.

## Население
Население коммуны на 2008 год составляло 473 человека.
| 1962 | 1968 | 1975 | 1982 | 1990 | 1999 | 2008 |
| ---- | ---- | ---- | ---- | ---- | ---- | ---- |
| 446  | 461  | 440  | 430  | 431  | 474  | 473  |

## Экономика
В 2007 году среди 327 человек в трудоспособном возрасте (15—64 лет) 241 были экономически активными, 86 — неактивными (показатель активности — 73,7 %, в 1999 году было 71,7 %). Из 241 активных работали 217 человек (121 мужчина и 96 женщин), безработных было 24 (10 мужчин и 14 женщин). Среди 86 неактивных 33 человека были учениками или студентами, 23 — пенсионерами, 30 были неактивными по другим причинам.

## Фотогалерея

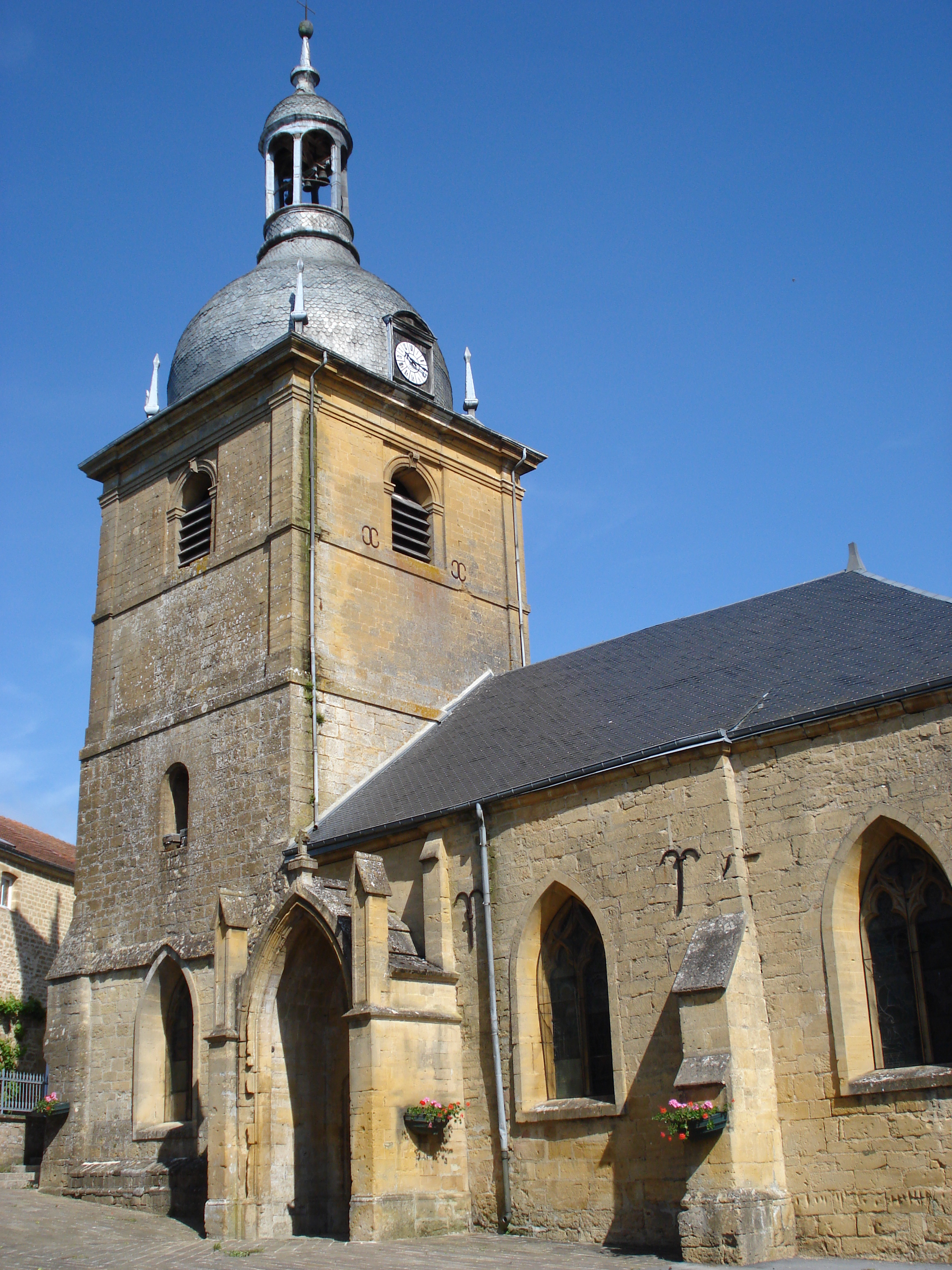
Церковь
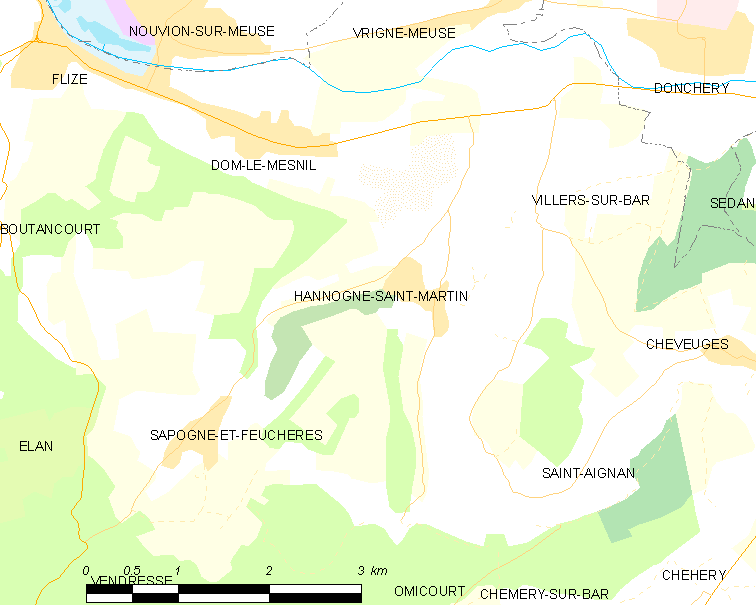
Карта коммуны